# 北嶋佑一
北嶋 佑一（きたじま ゆういち, 1990年4月23日 - ）は、愛知県名古屋市出身の元フットサル選手。

## 経歴
愛知県名古屋市出身。中学生年代では名古屋FCに所属。名古屋FCの同学年には中村亮太や藤田伊吹などがいた。青森山田高校では菅原渉と同学年。3年時の第87回選手権大会では1回戦で大迫勇也らを擁する鹿児島城西高校と対戦し、北嶋も1得点を挙げたものの逆転負けを喫した。1学年下には椎名伸志、2学年下には柴崎岳や櫛引政敏などがおり、北嶋の卒業翌年の第88回選手権大会では青森山田が準優勝している。高校卒業後には関西国際大学に進学。
2010年に東海フットサルリーグの名古屋オーシャンズサテライトに加入し、サテライトに籍を置きながらも特別指定選手としてFリーグのトップチームの試合に出場、2013年に名古屋オーシャンズを退団し練習生としてバサジィ大分に加入した。2013-14シーズンはトップチームで19試合に出場し、2013年末には日本代表候補に初招集された。2015-16シーズン開幕戦のシュライカー大阪戦では2得点を挙げた。このシーズンは2015年5月24日の第4節までに4試合出場3得点の成績を残していた。
2015年5月25日、住居侵入容疑で大分県警に逮捕された。FリーグおよびFリーグ規律フェアプレー委員会によって出場停止などの処分を課された。この処分を受けて、大分は5月25日に北島の契約解除及び選手登録抹消を行った事を発表した。

## 所属クラブ
サッカー
- ????年 - 2005年 名古屋FC
- 2006年 - 2008年 青森山田高校
- 2009年 - ????年 関西国際大学

フットサル
- 2010年 - 2013年 名古屋オーシャンズサテライト
- 2010年 - 2013年 名古屋オーシャンズ（特別指定選手）
- 2013年 - 2015年 バサジィ大分

## 個人成績
| 国内大会個人成績 | 国内大会個人成績 | 国内大会個人成績 | 国内大会個人成績 | 国内大会個人成績 | 国内大会個人成績 | 国内大会個人成績 | 国内大会個人成績 | 国内大会個人成績 | 国内大会個人成績 | 国内大会個人成績 | 国内大会個人成績 |
| 年度             | クラブ           | 背番号           | リーグ           | リーグ戦         | リーグ戦         | リーグ杯         | リーグ杯         | オープン杯       | オープン杯       | 期間通算         | 期間通算         |
| 年度             | クラブ           | 背番号           | リーグ           | 出場             | 得点             | 出場             | 得点             | 出場             | 得点             | 出場             | 得点             |
| 日本             | 日本             | 日本             | 日本             | リーグ戦         | リーグ戦         | オーシャン杯     | オーシャン杯     | 全日本選手権     | 全日本選手権     | 期間通算         | 期間通算         |
| ---------------- | ---------------- | ---------------- | ---------------- | ---------------- | ---------------- | ---------------- | ---------------- | ---------------- | ---------------- | ---------------- | ---------------- |
| 2010-11          | 名古屋           |                  | Fリーグ          | ??               | ?                |                  |                  |                  |                  |                  |                  |
| 2011-12          | 名古屋           |                  | Fリーグ          | ??               | ?                |                  |                  |                  |                  |                  |                  |
| 2012-13          | 名古屋           |                  | Fリーグ          | ??               | ?                |                  |                  |                  |                  |                  |                  |
| 2013-14          | バサジィ大分     | 3                | Fリーグ          | 19               | 4                |                  |                  |                  |                  |                  |                  |
| 2014-15          | バサジィ大分     | 3                | Fリーグ          | 29               | 3                |                  |                  |                  |                  |                  |                  |
| 2015-16          | バサジィ大分     | 3                | Fリーグ          | 4                | 3                |                  |                  |                  |                  |                  |                  |
| 通算             | 日本             | 日本             | Fリーグ          |                  |                  |                  |                  |                  |                  |                  |                  |
| 通算             | 日本             |                  |                  |                  |                  |                  |                  |                  |                  |                  |                  |
| 総通算           |                  |                  |                  |                  |                  |                  |                  |                  |                  |                  |                  |